# Донатов, Андрей Иосифович
Андрей Иосифович Донатов (1 сентября 1925, Москва, СССР — 31 января 1969) — советский редактор и сценарист.

## Биография
Родился 1 сентября 1925 года в Москве. В 1945 году поступил на режиссёрский и театроведческий факультеты ГИТИСа, который он окончил в 1949 году первый факультет, а в 1952 году второй факультет. После окончания несколько лет работал редактором на ЦТ СССР, возглавлял телевизионный журнал "Искусство", был одним из многих ведущих "Кинопанорамы". Одновременно с этим начал писать сценарии к кинематографу и написал очень много сценариев, в результате чего он подорвал своё здоровье и прожил недолгую жизнь.
Скончался 31 января 1969 года.

## Фильмография

### Сценарист
- 1959 — Ведьма
- 1962 — 713-й просит посадку
- 1964 — 
  - Ираклий Андроников рассказывает
  - Царская невеста
- 1966 — Каменный гость
- 1967 — Курьер Кремля
- 1969 — Тройная проверка (посмертная премьера)
- 1970 — Севиль (посмертная премьера)
- 1971 — Путина (посмертная премьера)